# Pierre Nihant
Pierre Nihant (Trembleur, Blegny, 5 d'abril de 1925 - Trembleur, Blegny, 10 de gener de 1993) va ser un ciclista belga que fou professional entre 1951 i 1953.
El 1948 va prendre part en els Jocs Olímpics de Londres, en què va guanyar una medalla de plata en la prova del quilòmetre contrarellotge, per darrere Jacques Dupont.

## Palmarès
- 1948
  -  Medalla de plata als Jocs Olímpics de Londres en quilòmetre contrarellotge
- 1950
  -  Campió de Bèlgica de velocitat
  - 1r a l'Omnium van de weg, etapa b